# Tirage au sort en politique

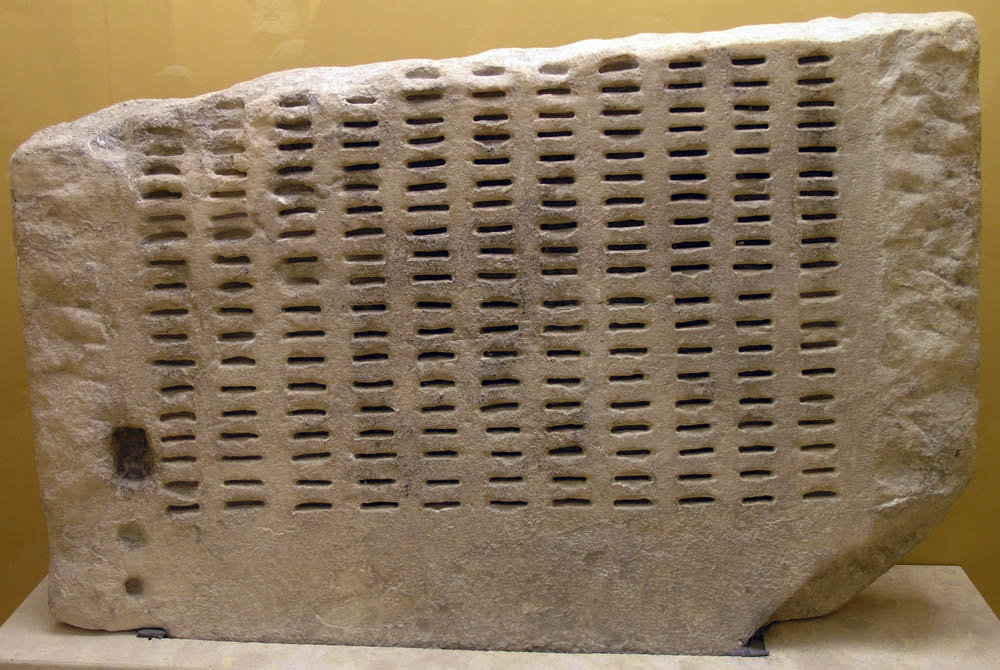
Klérotèrion, machine à tirer au sort, le pinakion des citoyens y était introduit. Musée de l'Agora antique d'Athènes

En politique, le tirage au sort permet de désigner des représentants exécutifs, législatifs et judiciaires, aujourd'hui principalement des jurés et magistrats, au moyen du hasard et parmi un ensemble de candidats universel ou restreint. Dans le cas de la désignation d'une assemblée (échantillon large), le tirage au sort a la particularité d'assurer une représentativité plus importante que le vote. Il est de ce fait couramment promu, en complément des référendums, par les partisans de la démocratie directe.
Dans la première démocratie connue, la démocratie athénienne, le tirage au sort était prépondérant pour toutes les institutions exécutives et juridiques. Son usage pour la sélection de magistrats était généralement considéré comme une des caractéristiques importantes de la démocratie et reconnu pour son caractère égalitaire. 
Le tirage au sort fut par la suite utilisé dans les républiques italiennes pour désigner les dirigeants. Durant le siècle des Lumières, le tirage au sort est également promu par Montesquieu et Jean-Jacques Rousseau qui, dans le cadre d'un régime démocratique, sont peu enclins à la démocratie parlementaire et au contraire partisans de la démocratie directe,.  
De nos jours, il est utilisé pour former des jurys populaires aux États-Unis, en France, au Royaume-Uni et en Belgique. Il fut même utilisé pour désigner l'Assemblée constituante islandaise de 2011. D'autres expériences de tirage au sort sont également en développement. 

## Lexique

### Ballotage
Le système des ballottes, boules de tirage au sort, employées à Venise pour l'élection de son doge, a donné en français le verbe ballotter et le substantif ballottage dont il est issu. Leur sens premier désigne l'action de donner les suffrages, tirer au sort avec des ballottes. Cette acception, considérée comme vieillie dès la sixième édition de son Dictionnaire (1835), l'Académie française la supprime de la neuvième édition (1992).

### Élection et suffrage par le sort
Les expressions élection par le sort, et suffrage par le sort furent utilisées par les philosophes des Lumières comme antonymes à celles par le choix.

### Stochocratie
L'idée semble être née en 1968 dans l'imagination de l'écrivain de science-fiction Gérard Klein quand il écrivit Le Sceptre du hasard, roman pour lequel il invente le système politique de la stochastocratie : une machine désigne au hasard un citoyen lambda qui devient le chef suprême de la Terre, le Stochastocrate.
Le mot stochocratie fut utilisé pour la première fois par Roger de Sizif (un membre du groupe Jalons, de son vrai nom Christian Romain) en 1998, dans un ouvrage de réflexion sur le mode d'élection des mandataires politiques. Le mot est forgé sur les racines grecques kratein (gouverner) et stokhastikos (aléatoire). Ainsi forgé comme démo-cratie, le terme stocho-cratie est ambigu car ce mot crée la confusion entre une forme de gouvernement de la cité qui laisserait aux mains du hasard les décisions politiques (jouant, par exemple, la guerre à pile ou face) et une forme de gouvernement dans laquelle un parlement de représentants tirés au sort, en nombre suffisant pour être sociologiquement représentatifs de la population, prendrait les décisions lui incombant (vote de loi, contrôle de l'exécutif ou d'autre pouvoirs, ou pour une assemblée constituante chargée de l'écriture de la Constitution).
Imaginé à la fin du XXe siècle dans le cadre d'une réflexion politique, le mot désigne bien une modalité électorale qui n'est ni neuve, ni réservée au domaine politique. Dans la méthode développée par Roger de Sizif, la stochocratie consiste à tirer au sort les assemblées (Sénat et Chambre des députés). Ce tirage au sort, portant sur des groupes de l'ordre de 500 à 600 personnes, doit aboutir à composer aléatoirement des assemblées sociologiquement représentatives de la population de référence (comme cela se fait pour composer un échantillon par méthode aléatoire pour un sondage). Du fait de leur représentativité, ces assemblées prendraient des décisions proches de celles que prendrait le peuple entier, conférant ainsi à ce mode de désignation le caractère démocratique que n'offre pas l'élection de représentants souvent plus éduqués, plus riches et plus carriéristes que des citoyens tirés au sort (pour une durée limitée).
Dans un second temps, ces assemblées sont chargées de choisir en leur sein les responsables de l'exécutif (président et premier ministre). De Sizif ne propose pas de choisir les dirigeants par tirage au sort, mais de tirer au sort une assemblée de représentants qui choisit ensuite les principaux dirigeants.
La stochocratie ne se confond pas avec la démocratie directe, qui est une forme de gouvernement où le peuple, détenteur du pouvoir, s'exprime directement, sans l'intermédiaire d'un parlement. Or, une démocratie parlementaire pourrait décider de choisir les membres de son parlement par tirage au sort.

### Clérocratie
Le tirage au sort en politique est parfois désigné sous le nom de clérocratie (de Klérotèrion),. Ce terme est aussi utilisé pour indiquer une forme de gouvernement où l'Église gouverne (de Clergé).

### Inclusion du système judiciaire dans la politique
Certains pays ont par le passé, ou encore actuellement avec les jurés d'assises, introduit le tirage au sort dans le système judiciaire. En considérant que le pouvoir judiciaire est l'un des trois pouvoirs politiques, avec le législatif et l'exécutif, le tirage au sort dans cette matière peut être considéré comme un tirage au sort politique.

## Historique

### Antiquité

#### Athènes
Dans sa période démocratique, Athènes utilise le tirage au sort pour confier la plupart des tâches à de simples citoyens, notamment celles que n’exerce pas l'Assemblée du peuple. Au IVe siècle, cette dernière perd le vote des lois au profit des juges tirés au sort du Tribunal du peuple. Les magistrats ont comme mission de préparer et de mettre en œuvre les lois votées par les différentes institutions. Sur onze cents personnes à désigner chaque année (cinq cents membres du Conseil et six cents autres magistrats), mille sont tirées au sort, le reste étant élu par suffrage. De plus, un citoyen ne peut pas exercer deux fois la même magistrature. Pour être tiré au sort, un citoyen doit être candidat, avoir plus de trente ans et ne pas être sous le coup d’une privation des droits civiques. La composante stochocratique d'Athènes fait l'objet de critiques de la part de Socrate dans les dialogues de Platon.

#### Fonctionnement
Les magistrats athéniens furent des administrateurs et des exécutants instruisant dossiers, convoquant et présidant instances décisionnaires et mettant leur décisions à exécutions. Ils fixaient l'ordre du jour des instances de décisions, et mettraient à délibération les motions que leur soumettaient les citoyens. Ils ne détenaient pas de pouvoir souverain, au contraire de l'Assemblée et des tribunaux, ni celui d'initiative que détenait chaque citoyen.
Pour prévenir l'élection, par le sort, de mauvais magistrats, un certain nombre de procédures furent mis en place. Avant d'entrer en fonction, le citoyen désigné par le sort était soumis à la dokimasia, un test consistant à vérifier sa moralité (bonne conduite envers ses parents) et son acquittement effectivement des obligations fiscales et militaires. Il est possible qu’une personne connue pour ses sympathies oligarchiques soit rejetée à l’issue de l’épreuve. Cette formalité n'avait pas pour objectif d’évaluer les compétences du citoyen désigné.
En revanche, une fois en fonction, les magistrats étaient constamment surveillés par l'Assemblée du peuple et par les tribunaux, notamment pour s'assurer de leur compétence, et devaient, à la restitution de leur mandat, rendre des comptes sur leur action. Lors des Assemblées principales la question des magistrats était systématiquement à l'ordre du jour et tout citoyen pouvait demander la censure de l'un d'eux. Si celle-ci était adoptée, le magistrat mis en accusation était suspendu de ses fonctions jusqu'à un éventuel acquittement et l'affaire était transmise aux tribunaux. Ainsi, seuls ceux qui s'en jugeaient digne s'inscrivaient sur les listes de noms tirés au sort au moyen du Klérotèrion car ils savaient que leur travail serait constamment surveillé et que toute faute serait passible de sanctions.

#### Rome
La République romaine n'a jamais été et ne s'est jamais considérée comme une démocratie mais est définie comme étant un régime mixte avec des traits diarchiques, aristocratiques et démocratiques. Les diverses assemblées du peuple étaient des institutions démocratiques, le Sénat était aristocratique et les magistrats, en majeure partie collégiaux, diarchiques. Selon Polybe — dont l'analyse eut un grand succès à Rome — cet équilibre des pouvoirs stabilisait le régime romain et évitait les abus de pouvoir des régimes simples que sont les démocraties, les aristocraties et les monarchies.
Parmi les assemblées du peuple, où siégeaient tous les citoyens romains mais où l'on votait par groupe plutôt que par tête et où l'on cessait le dépouillement ou les votes dès qu'un certain nombre de suffrages s'était porté sur une décision ou sur un candidat, les comices centuriates et les comices tributes employaient le sort.
Au sein des comices centuriates, l'on tirait au sort parmi les centuries de fantassins de la première classe, la centurie prérogative, la première à pouvoir voter, les autres centuries votaient à leur tour dans l'ordre de la hiérarchie censitaire. Le tirage au sort conférait au choix de la centurie prérogative l'aura d'un présage et le caractère d'une injonction divine, ce qui incitait les centuries suivantes à confirmer le choix de la centurie prérogative.
Au sein des assemblées législatives et judiciaires des comices tributes, l'on tirait au sort à quelle tribu débuterait l'ordre de vote au sein d'un ordre fixe, prédéterminé et non-hierarchique ; ce système est similaire à celui des comices centuriates.
Au sein des assemblées électorales des magistrats, les tribus votaient simultanément et l'on tirait au sort celle dont le bulletin serait dépouillé en premier. Du fait de la procédure électorale, l'ordre de dépouillement pouvait permettre l'élection d'un magistrat sur le nom duquel se seraient portés moins de suffrages que celui d'un adversaire battu.

#### Barbares
Deux chroniques romaines, dont une d'Hydace de Chaves, relatent qu'en 411 ou 412 les peuples barbares ayant envahi l'Hispanie romaine se partagèrent les territoires conquis par tirage au sort, selon des modalités inconnues. Les Alains reçurent la Lusitanie et la Carthaginoise, les Silings obtinrent la Bétique, les Suèves et les Hasdings la Galice tandis que la Tarraconaise restait sous contrôle romain.

### Moyen Âge et Époque moderne

#### Républiques italiennes

##### Florence
Durant ses années républicaines, Florence utilise le tirage au sort dans ses institutions. Un système mixte est utilisé pour sélectionner les magistrats. Dans la première phase, un comité de présélection, dominé par l'aristocratie, choisit parmi des candidats. Dans la deuxième phase, cent membres élus par des citoyens tirés au sort, votent pour ces candidats, ceux qui obtiennent le nombre de voix requis (le seuil est fixé par avance), participent à la troisième phase. Un tirage au sort s'effectue parmi les candidats restants, ceux dont les noms sortent deviennent magistrats. C'est en particulier le cas pour choisir les neuf magistrats de la Signoria, les douze Buoni Huomini et les seize magistrats des différents quartiers de la cité. Ce système compliqué est utilisé pour garantir l'impartialité et se protéger des factions, c'est pour cette raison que le tirage au sort est utilisé comme sélection finale du processus.
C'est en 1291, que pour la première fois le tirage au sort est introduit à Florence, mais l'expérience est de courte durée. Le tirage au sort fait son retour en 1328 et cette fois il est très important pour le système politique de la cité. L'ordonnance de réforme institutionnelle qui met entre autres en place le tirage au sort souhaite que « les hommes de valeurs [...] pourront équitablement s'élever et accéder aux honneurs ». Les premières phases servent à éliminer les incompétents, bien que le système ait rapidement été perverti pour devenir un système partisan. Après la révolution de 1494 qui chasse les Médicis du pouvoir, des réformes sont mises en place avec l'instauration d'un Grand Conseil à la fois éligible et électeurs pour la désignation des magistrats. Dans la procédure de nomination des magistrats, le comité de présélection des noms est tiré au sort parmi les membres du Grand Conseil. Ce qui en fait perdre le contrôle par l'aristocratie. Mais le choix de la procédure finale entraine de longs débats dans la République entre partisans de l'élection (soutenue par l'aristocratie) et du tirage au sort (soutenu par les classes inférieures). Ces derniers finissent par s'imposer et l'élection est progressivement remplacée par le tirage au sort en 1497. Après cet épisode, à Florence l'élection est systématiquement associée au « gouvernement aristocratique », alors que le tirage au sort est associé au « gouvernement populaire », notamment dans les discours de Francesco Guicciardini.
Le modèle florentin inspira ceux d'Orvieto, Sienne, Pistoia, Pérouse & Lucques.

##### Venise
La république de Venise utilise le tirage au sort pour désigner les membres des comités qui proposent des noms de candidats au Grand Conseil pour les postes de magistrats. Le tirage au sort est utilisé pour rendre impossible les influences sur le processus de désignation. Il est aussi qualifié, notamment par Gasparo Contarini, comme étant « populaire » puisqu'il donne un rôle au plus grand nombre et une égalité d'accès aux charges. Le tirage au sort a contribué à la longévité de la république de Venise, puisqu'il limitait les intrigues parmi les membres de la noblesse.
Le modèle vénitien fut en usage à Parme, Ivrée, Brescia et Bologne.

#### Espagnes

##### Aragon
Sous le nom de insaculación (mise à sac), plusieurs cités de la couronne d'Aragon, telles Lérida (en 1386), Saragosse (en 1443), Gérone (en 1457) ou Barcelone (en 1498), pratiquaient le tirage au sort afin de favoriser la rotation des charges et de tempérer les ambitions.

##### Castille et Léon
Au sein de la couronne de Castille, le tirage au sort se pratiquait au royaume de Murcie, en Estrémadure et dans la Manche.

#### Suisse
Dans plusieurs cantons suisses dont les cantons urbains de Fribourg (en 1650) ou Berne (1710), ainsi que des cantons ruraux comme Glaris (1638) et Schwytz (1692), le tirage au sort fut mis en place pour décider de l'attribution de certains offices. Il en allait de même dans le Pays de Vaud sous l'Ancien Régime, notamment à Yverdon, dont le cas est bien étudié. Le but de ce système était de pallier les problèmes de corruption, de clientélisme ou d'enrichissement en cours de mandat qui subsistaient malgré plusieurs formes de contrôle,. L'usage du tirage au sort persista jusque dans les années 1830.
Bien qu'introduit pour lutter contre la corruption excessive, ces tirages au sort équilibrent mais consolident le pouvoir des « familles dominantes » patriciales, afin d'éviter une « oligarchie absolue » que serait la domination d'une seule faction sur les autres. L’organisation complexe des tirages au sort (en particulier à Berne) vise d'abord l’équilibre entre les familles ; seule la partie réformée de Glaris va jusqu’au bout de la logique, lorsque sa Landsgemeinde décide en 1791 que certaines charges cantonales seront attribuées par le hasard parmi l’ensemble du corps civique (sans candidature ni élection préalable).
Le tirage au sort existe encore dans certains cantons mais dans une version très affaiblie :
- Dans le Canton de Genève, il sert à départager deux élus qui ont le même nombre de suffrages lors d'élections communales[48](au parlement cantonal, c'est le plus âgé qui l'emporte en cas d'égalité) ;
- Dans le Canton de Vaud, il sert afin de désigner les numéros des listes électorales et élus avec le même nombre de suffrages[49] ;
- Ponctuellement, des groupes ont été tirés au sort pour élaborer des informations avant des votations (à Sion[50] et à Genève[51],[52]), pour élaborer des projets de quartier (à Lausanne[51]), ainsi que pour proposer des mesures de politique alimentaire (au niveau national[53]) ou contre le dérèglement climatique (à Uster[52]).

Une initiative populaire a été lancée en 2017 visant à modifier la Constitution suisse : les juges fédéraux seraient élus par tirage au sort, et non plus par le Parlement fédéral. L'objet a été refusé lors de la votation fédérale du 28 novembre 2021.

### Époque contemporaine

#### Conscription

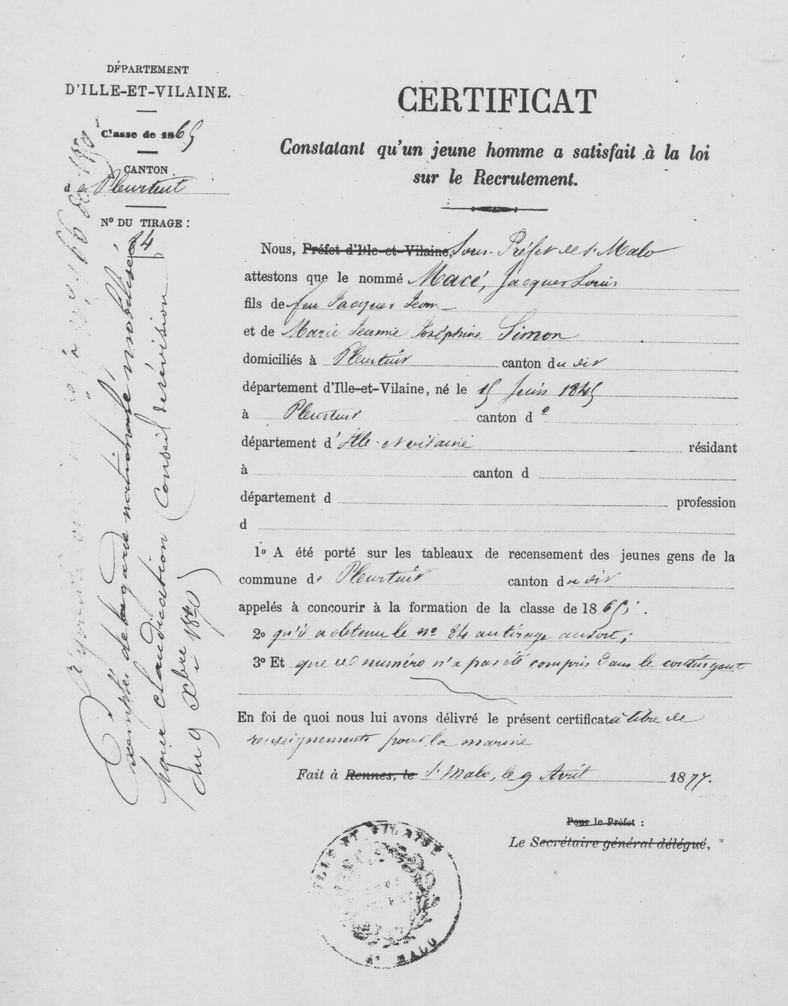
Attestation du sous-préfet de Saint-Malo de la participation d'un habitant au tirage au sort pour la formation de la classe de 1865.

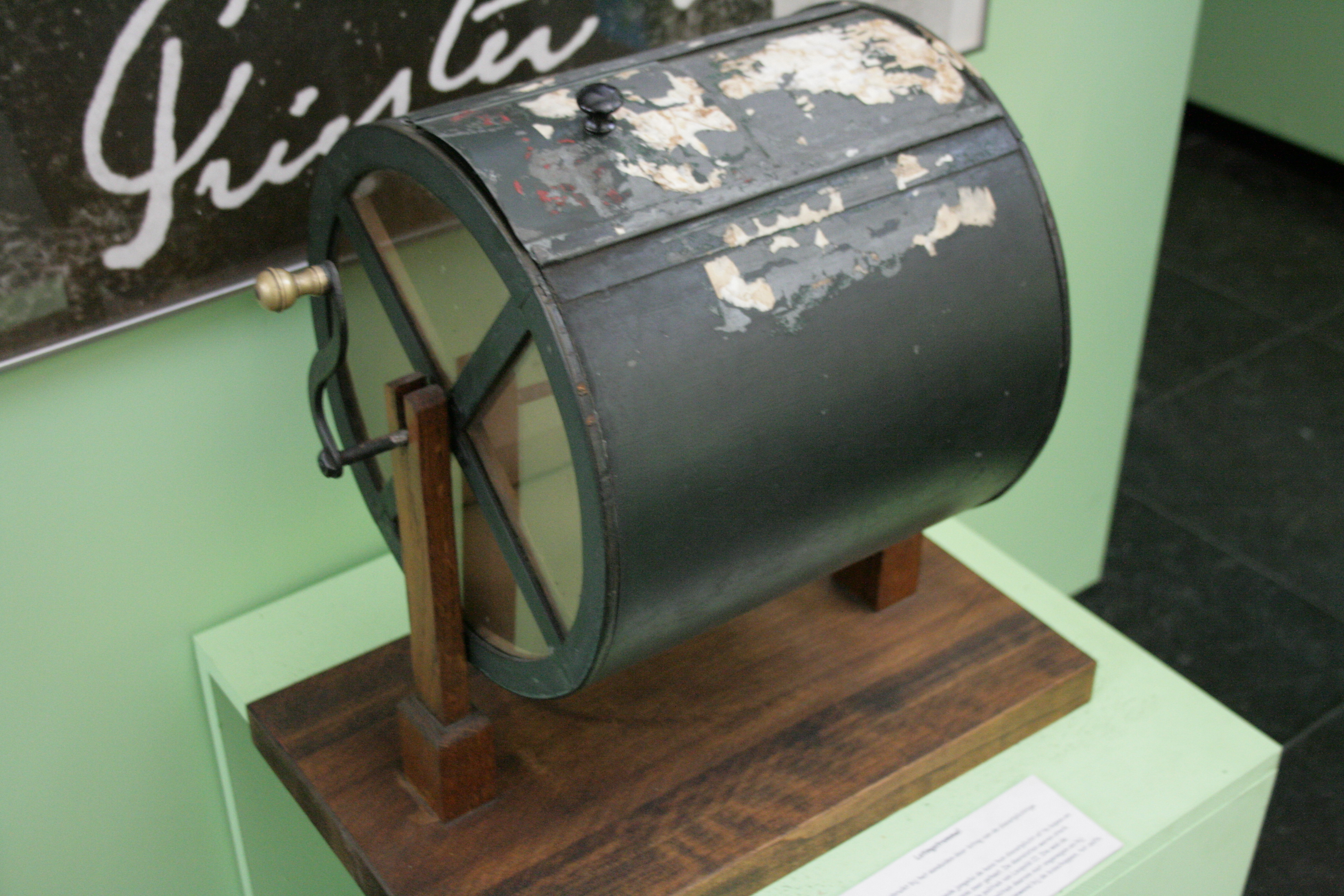
Tambour employé lors du tirage au sort en Belgique

Établie, en France et en Belgique, par la loi du 19 fructidor an IV pour faire face à la menace d'une nouvelle coalition des monarchies européennes, la conscription - l'inscription collective de jeunes gens sur une liste à des fins militaires - fut tempérée le 8 nivôse an XII par le rétablissement du tirage au sort. N'effectuaient leur service militaire que trente à trente-cinq pour cent des conscrits célibataires ou veufs sans enfant, chaque canton ne devant fournir qu'un certain quota d'hommes. Pourtant, tous les conscrits qui avaient tiré un « mauvais numéro » ne partaient pas ; la loi permettrait de se faire remplacer, possibilité renouvelable en cas de levées successives.
Aux Pays-Bas, le tirage au sort fut instauré en 1810 sous le régime français. Le système fut maintenu lorsque Guillaume Ier revint aux Pays-Bas en 1813. Jusqu'en 1898, il y était possible, contre paiement, d'échanger son numéro avec quelqu'un qui avait participé au même tirage ou de se faire remplacer. En cas de remplacement, le frère du conscrit était également exempté de service, ce qui explique que le remplacement coûtait plus cher que l'échange de numéros. Le tirage au sort survécut aux Pays-Bas jusqu'en 1938.
En France, la loi du 27 juillet 1872 change la fonction du tirage au sort : Les effectifs étant limités à 400 000 hommes, c'est par tirage au sort que l'on décidait de la durée du service actif : si on tirait un « mauvais numéro », le service était de cinq ans, celui qui tirait « un bon numéro » effectuait un service court, un an. Le remplacement n'existait pas mais les dispenses et les sursis étaient nombreux. La loi du 15 juillet 1889 portera le service, pour tous, à trois ans et le tirage au sort ne servira plus qu'à déterminer l'arme d'affectation.
En Belgique, ce système fut supprimé le 14 décembre 1909 et remplacé par le principe du service personnel pour un fils par famille.
Ces pratiques très impopulaires, qui ont inspiré à Hendrik Conscience son Conscrit, ont discrédité le tirage au sort qui, associé au principe de remplacement militaire, a été perçu comme une pratique inégalitaire profitant aux classes aisées.

## Usage actuel

### Assemblées constituantes et révisions constitutionnelles

#### Islande
La Constitution islandaise adoptée en 1944 sur le modèle de la Constitution danoise n'a pas connu de grandes révisions. Les faiblesses de ce texte apparaissent au grand jour au moment de la crise financière islandaise qui déclenche à l'automne 2008 un mouvement révolutionnaire non violent, la révolution islandaise, dite aussi révolution des casseroles, entraînant la chute du gouvernement dirigé par le Parti de l'indépendance (droite). L'Alliance sociale-démocrate et le Mouvement des verts et de gauche forment un gouvernement de coalition intérimaire, avant de remporter une victoire historique lors des élections législatives d'avril 2009. Dans leur programme, figure entre autres l'élection d'une assemblée constituante.
La loi constitutionnelle adoptée le 16 juin 2010 par l'Althing prévoit l'élection d'une Assemblée constituante (en islandais : Stjórnlagaþing) de vingt-cinq représentants, qui a pour mission de proposer des amendements à la Constitution du 17 juin 1944.
En octobre 2010, elle est précédée par la désignation d'une Assemblée nationale de mille personnes tirées au sort qui produit un cahier des charges précisant les points qui doivent être traités par la nouvelle Constitution. Un Comité constitutionnel de sept personnes réalise ensuite une étude de 700 pages pour préparer le travail de l'Assemblée constituante.
Le 27 novembre 2010, 522 se présentent aux suffrages suivant un scrutin à vote unique transférable, qui voit l'élection de 15 hommes et 10 femmes. La participation n'est cependant que de 35,95 %.

#### Irlande
La convention sur la constitution irlandaise (en) fut chargée de débattre de huit propositions de révision constitutionnelle, auxquelles elle adjoint deux autres propositions. Bien que non-contraignantes, le gouvernement devait répondre formellement à chacune des propositions de la convention et en débattre au parlement.
La convention se réunit pour la première fois le 1er décembre 2012 et siégea jusqu'au 31 mars 2014. Des cent conventionnels, 66 citoyens irlandais furent élus par le sort sur la base d'un échantillon établi par un institut de sondage de sorte qu'il soit représentatif du peuple en âge, domiciliation et genre. Pour chacun de ces citoyens élus par le sort, un suppléant au profil similaire fut élu.
Afin de répondre aux inquiétudes de ceux d'entre eux qui craignaient d'être harcelés par des groupes de pression, seuls leurs noms et leur comté de domiciliation ou code postal furent publiés.
En décembre 2015, le gouvernement avait déjà répondu à 6 des 9 recommandations de la convention et en soumit deux à référendum dont celui ouvrant le mariage aux couples de même sexe qui fut adopté.
L'Assemblée des citoyens d'Irlande (en) succéda à la convention le 13 juillet 2016 afin d'étudier quatre projets gouvernementaux. Mary Laffoy (en), juge de la Cour suprême d'Irlande, fut choisie pour présider l'assemblée.
Les 99 autres membres de l'assemblée étaient des citoyens jouissant de leurs droits civiques, élus par le sort de sorte à être représentatifs de la société irlandaise sur des critères de genre, d'âge, de domiciliation et de classe sociale par un institut de sondage,,,. Ils étaient, de même que les conventionnels, accompagnés d'autant de suppléants.
Des 99 membres de l'assemblée, 17 démissionnèrent avant la première séance et furent immédiatement remplacés par leurs suppléants. 11 autres démissionnèrent avant l'ultime séance et ne furent pas remplacés avant la conclusion des travaux et l'ouverture d'un nouveau sujet.
Il s'agit des premiers cas dans le monde d’approbation par référendum de propositions émanant directement d’une assemblée tirée au sort.

### Résolution d'égalité

#### Élections nationales: à Niué
Niué, un État océanien, est parfois décrite comme la plus petite démocratie au monde, ayant un régime de démocratie parlementaire et une population de quelque 1 900 personnes. Six des vingt membres du Parlement de Niué sont élus au scrutin national, les quatorze autres étant élus comme députés des villages de l'île. La population de certains villages étant très petite, d'autant que la population d'ensemble du pays est sur le déclin en raison d'une forte émigration vers la Nouvelle-Zélande, il arrive que des candidats dans un même village obtiennent le même nombre de suffrages, et doivent être départagés par un tirage au sort.
Aux élections législatives de 1993, deux candidats terminent à égalité dans la circonscription du village d'Avatele. Un avion est alors affrété spécialement pour faire venir de Nouvelle-Zélande le juge John Dillon, afin qu'il préside à la procédure de tirage au sort par pile ou face. Le tirage au sort est favorable au candidat Aokuso Pavihi, qui devient par la suite ministre. Aux élections de 1996, le député sortant Opili Talafasi et son adversaire sont à égalité avec vingt voix chacun dans la circonscription du village de Hikutavake, et les autorités électorales procèdent à un tirage au sort « en tirant un nom d'un chapeau » et en maintenant une liaison téléphonique avec les autorités judiciaires à Wellington.
Aux élections législatives de 2005, le député sortant Dion Taufitu et sa concurrente Lilivika Muimatagi sont ex aequo dans la circonscription du village de Toi, ayant chacun sept des quatorze suffrages exprimés. Le tirage au sort qui s'en suite élimine le député sortant au profit de sa concurrente. Dans le même temps, le député sortant Toke Talagi et la candidate Maihetoe Hekau terminent sixièmes ex aequo au scrutin national, avec 374 voix chacun. Un tirage au sort est organisé pour décider de la personne élue à la sixième et dernière place au scrutin national, et s'avère favorable au député sortant,. Aux élections de 2017, les deux premiers des trois candidats dans le village de Mutalau sont à égalité avec dix-neuf voix chacun. Le tirage au sort désigne Maureen Melekitama comme nouvelle députée, et élimine le député sortant Bill Vakaafi Motufoou. À celles de 2020, Maureen Melekitama est à ex aequo avec son adversaire Makaseau Ioane dans cette même circonscription, chacun ayant obtenu vingt-six voix ; un tirage à pile ou face élimine la députée sortante et permet à Makaseau Ione de remporter le siège.

#### Élections locales
Dans d'autres pays, des tirages au sort ont parfois lieu en cas d'égalité lors d'élections locales. Au Nunavut, par exemple, la commission électorale prévoit un tirage au sort en cas d'égalité lors d'élections municipales. Cette règle ne s'applique toutefois pas en cas d'égalité lors des élections pour l'Assemblée législative du Nunavut ; dans ce cas de figure, il est procédé à une élection partielle et non pas à un tirage au sort.
En 2013, deux candidats arrivent ex aequo aux élections municipales à San Teodoro, aux Philippines, avec 3 236 voix chacun. Les candidats s'accordent à être départagés à pile ou face.
Lors des élections locales britanniques de 2022, deux candidats ayant 679 voix chacun sont départagés à pile ou face pour les élections du conseil du comté du Monmouthshire, au pays de Galles. Ce tirage au sort confère un siège au Parti conservateur, au détriment d'une candidate du Parti travailliste, les travaillistes remportant néanmoins une majorité relative des sièges (vingt-deux sur quarante-six) au conseil,. Lors des élections locales britanniques de 2017, deux candidats avaient été départagés à la courte paille pour l'un des sièges au conseil du comté du Northumberland, en Angleterre.

### Intervention dans le processus législatif

#### Lois en Belgique
En 2019, le Parlement de la communauté germanophone de Belgique instaure un conseil de 24 citoyens tirés au sort, appelé à siéger durant 18 mois,. Ce conseil peut convoquer une assemblée citoyenne jusqu'à trois fois par an, elle-même composée de 25 à 50 personnes tirées au sort, sur une thématique qu'il a définie,. Au terme des débats, le conseil citoyen fait remonter les propositions au Parlement qui s’engage, si elles recueillent un certain nombre de votes, à s'en saisir et, s’il ne les suit pas, à fournir une justification motivée,. Le dispositif s'inspire du G1000 promu par l'essayiste David Van Reybrouck.
Fin 2019, le Parlement de la Région de Bruxelles-Capitale et le Parlement francophone bruxellois intègrent les commissions délibératives dans leurs règlements, à l'initiative de Magali Plovie. Ces commissions sont constituées de 60 membres : 45 citoyens bruxellois tirés au sort et de 15 députés. Les commissions se réunissent plusieurs fois par an pour délibérer sur des sujets précis, proposées par des députés ou par des citoyens via des suggestions citoyennes, et formuler ensemble des recommandations politiques.

#### ONG
Certains chercheurs et ONG, telles que la Fondation Nicolas-Hulot pour la nature et l'homme et Attac, plaident pour la création d'une assemblée législative tirée au sort, ou pour le tirage au sort intégral d'une des deux chambres dans un système bicaméral, ce qui n'a encore jamais été mis en place,. Un sondage mené en 2019 montre que 77 % des parlementaires belges interrogés sont hostiles à la perspective d’une seconde assemblée tirée au sort (avec une exception notable pour les députés Verts, très majoritairement favorables), alors que les citoyens belges sont plus partagés, puisque seuls 40 % y sont opposés, tandis que 29 % y sont favorables et 32 % neutres.

#### Convention citoyenne pour le climat en France
Le président de la République Emmanuel Macron a mis en place en 2019 la Convention citoyenne pour le climat comptant 150 membres, recrutés par un tirage au sort contraint par le respect d'un certain nombre de quotas socio-démographiques.
Cette assemblée avait pour tâche de proposer des mesures pour réduire les émissions de gaz à effet de serre dans un esprit de justice sociale. Son rapport rendu en juin 2020 propose 149 mesures. Toutefois ses mesures ne seront pas toutes appliquées directement et le gouvernement et le parlement devront les valider.

### Éclairage des électeurs avant un référendum
L'État américain de l'Oregon a mis en place un dispositif délibératif, la Citizens’ Initiative Review (CIR), en vue d’améliorer la qualité de l’information des électeurs en amont de référendums d’initiative populaire de type législatif : les organisateurs de la CIR réunissent pendant cinq jours des groupes diversifiés de 24 citoyens tirés au sort sur les listes électorales pour évaluer des initiatives citoyennes,. Une fois les délibérations closes, chaque panel de citoyens rédige une déclaration d’une page dans laquelle figurent les différentes informations factuelles jugées importantes sur le futur référendum qui seront officiellement transmises, sous la forme d’une brochure, à l’ensemble des électeurs. Au moins 80 % des électeurs lisent (au moins partiellement) cette brochure officielle.
La CIR est devenue un élément permanent du processus de votation de l'Oregon en 2011. Cependant, pour des raisons financières, l’Oregon n'a pas été en mesure d’organiser une CIR au niveau de l’État en 2018, et a dû se limiter à mettre en place un dispositif d’évaluation local. Selon Katherine R. Knobloch, John Gastil (en) et Tyrone Reitman, « avant la création de la CIR, aucune législation n’avait mis en place une innovation délibérative qui accorde autant de pouvoir politique à un échantillon aléatoire de la population ». Des systèmes similaires ont été adoptés au niveau local et national dans d’autres États américains, comme l’Arizona, le Colorado, le Massachusetts, la Californie et l’État de Washington.

### Jurys populaires

#### Angleterre
En 1730, le parlement Britannique passa un texte intitulé the Bill for Better Regulation of Jurie, qui stipulait que les jurés seraient tirés au sort parmi la liste de toutes les personnes capables d'assumer cette fonction.
Le but de cette réforme était d'empêcher les citoyens d'échapper à leur devoir en corrompant la personne chargée de constituer le panel de jurés. Si le but principal de ce texte n'était pas d'assurer l'impartialité du jury, il renforça néanmoins son autorité en garantissant sa neutralité au moment de la sélection de ses membres.
Aujourd'hui, environ quatre cent cinquante mille personnes tirés au sort sur les listes électorales remplissent leurs devoirs de juré chaque année. Pour le ministère de la justice, le tirage au sort garantit l'équité, l'indépendance et le caractère démocratique du système de justice.

#### États-Unis

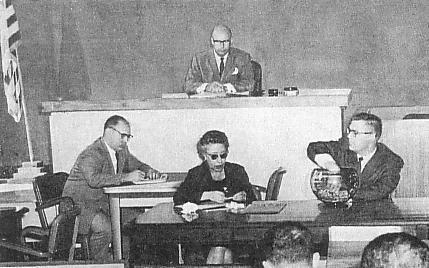
Sélection de jurés par le sort sous l'Administration civile américaine des îles Ryūkyū

Les jurys populaires sont largement utilisés aux États-Unis, que ce soit en matière civile ou pénale. Les jurés sont sélectionnés au hasard sur la liste des votants ou des détenteurs d'un permis de conduire. Ils sont soumis à un examen, appelé voir dire pour déterminer s'ils sont capables de remplir leurs fonctions (à Athènes la Dokimasie avait une fonction similaire).

#### France
Depuis plus de deux siècles, les citoyens participent au jugement des infractions les plus graves que sont les crimes en étant jurés dans les cours d'assises. Les crimes (par exemple les viols, les vols à main armée, les meurtres...) sont ainsi jugés par des citoyens désignés par tirage au sort sur les listes électorales. À l’image de ce fonctionnement, la désignation de citoyens pour participer à la justice pénale vise à permettre aux citoyens de participer au jugement de certains délits graves et à certaines décisions de libération conditionnelle.
La loi du 10 août 2011 prévoit que des citoyens assesseurs, tirés au sort puis sélectionnés à partir des listes électorales, siègent désormais aux côtés de trois magistrats afin de participer au jugement de certains délits graves et à certaines décisions de libération conditionnelle. Ces délits sont les agressions sexuelles et les violences volontaires ayant entraîné une interruption de temps de travail supérieure à huit jours.
Les personnes tirées au sort sur les listes électorales en sont avisées par le maire et reçoivent un recueil d’informations qu’elles doivent remplir et retourner à la commission départementale de désignation des jurés et des citoyens assesseurs.
La commission départementale procède à un nouveau tirage au sort qui permet de désigner les personnes qui seront sur la ou les listes annuelles des citoyens assesseurs des tribunaux de grande instance du département. Avant ce tirage au sort, la commission écarte les personnes qui ne remplissent pas les conditions posées par la loi : celles qui ont déjà exercé ces fonctions dans les cinq années précédentes, qui ont fait l’objet d’une condamnation ou qui exercent des fonctions publiques ou juridictionnelles. La commission examine également les demandes de dispense (motifs graves).
Au cours de l’année suivant leur inscription sur la liste annuelle, de janvier à décembre, les citoyens assesseurs sont convoqués pour des audiences, au moins quinze jours avant le début de chaque trimestre. Toutefois, en cas d'urgence, un citoyen assesseur peut être appelé à siéger sans délai, avec son accord. Les audiences ont lieu du lundi au vendredi et durent, en général, une demi-journée.
L’exercice des fonctions de citoyen constitue un devoir civique. Par conséquent, il n’est pas possible de refuser une convocation sauf motif légitime (par exemple : avoir un enfant gravement malade ou handicapé). Le fait de ne pas se présenter sans motif légitime ou de refuser, sans motif légitime, de se prêter aux opérations permettant de vérifier qu'elle remplit les conditions pour exercer les fonctions de citoyen assesseur est puni d’une amende de trois mille sept cent cinquante euros.
Avant d'exercer leurs fonctions, les citoyens assesseurs suivent une formation d'une journée sur le fonctionnement de la justice pénale et les fonctions qu'ils devront exercer. La formation comporte en outre la visite d'un établissement pénitentiaire. Cette formation est dispensée par un ou plusieurs magistrats du siège des juridictions et du ministère public des juridictions du ressort de la cour d'appel ainsi qu’un avocat.

### Investiture électorale
Lors des élections cantonales de 2011 et législatives de 2012, le groupe Europe Écologie Les Verts de Metz désigne ses candidats par tirage au sort avant de les faire valider par les militants, accordant ainsi l'investiture à des inconnus. Le chercheur Yves Sintomer estime que l'expérience n'a été possible en 2012 que parce que la circonscription n'était pas « gagnable ».
En 2014, les Gentils Virus sous l’appellation "Démocratie Réelle" réussirent à présenter une liste dans sept des huit circonscriptions lors des élections européennes de 2014 (Nord-Ouest, Ouest, Est, Sud-Ouest, Sud-Est, Massif-Central, Centre, et Outre-Mer). Chacune des listes présentées étaient paritaires et tirées au sort parmi des français volontaires. Présentés par France3 comme "les candidats atypiques aux élections européennes", Ils ont pu diffuser un clip de campagne et mener une campagne d'affichage. La majorité des listes de candidats fera un score équivalent à celui du Parti communiste.
À l'occasion des mêmes élections européennes de 2014, le conseil national temporaire de Nouvelle Donne délégua à des commissions d'adhérents, tirés au sort, la constitution des listes de candidats. Durant le week-end du 5 et 6 avril 2014, sept jurys d'une vingtaine de personnes chacun auditionnent les candidats à la candidature. La candidature de la députée européenne Françoise Castex n'est pas retenue, en cohérence avec la Charte du parti qui prône la non-réélection.
La liste Citoyens tirés au sort, constituée de 19 citoyens tirés au sort sur les listes électorales (12 femmes et 7 hommes) complétés par 17 hommes et 11 femmes tirés au sort parmi 96 volontaires, se présente à l'élection régionale de 2015 à La Réunion. Après une étude de pertinence et de faisabilité concluante, le projet a été officiellement lancé le 27 août 2015. Un Comité éthique, composé de personnalité nationales et internationales expertes sur le tirage au sort ou expérimentées en innovation politique, est sollicité pour veiller au respect de la charte du projet et des candidats tirés au sort ainsi que pour formuler des avis sur les questions que posent la mise en œuvre pratique du tirage au sort sur les listes électorales.

### Droit de séjour
Chaque année, dans le cadre de son programme visant à maintenir une certaine diversité parmi la population d'immigrés aux États-Unis, le gouvernement américain organise une loterie gratuite permettant à environ 50 000 étrangers de recevoir la carte de résident permanent aux États-Unis.
Il est à noter que le fait d'être sélectionné ne garantit aucunement l'obtention d'une carte verte : après avoir été sélectionné, le candidat doit démontrer que son profil est conforme aux conditions d'éligibilité du programme. Sur 100 000 présélectionnés, seuls 50 000 candidats obtiennent une carte verte chaque année.

## Études

### Tirage au sort et démocratie
Les anciens grecs, tel Hérodote, Socrate et Aristote, caractérisaient la démocratie par l'isonomie, la règle d'égalité de droit, que conforte le tirage au sort comme mode d'élection permettant à chaque citoyen, le souligne Aristote, de commander et d'obéir tour à tour. Les démocrates grecs reconnaissent qu'un gouverné ne peut pas être en même temps gouverneur et vice versa et que tout citoyen devait occuper tour à tour les deux positions car ceux qui avaient obéi auparavant, pouvaient prendre en compte dans leur décision le point de vue des gouvernés ou parce qu'un jour, ceux qui sont gouvernés seraient en position de les gouverner. L'élection par le choix aurait au contraire réservé ces magistratures et conseils aux seuls citoyens jugés compétents et aurait de même permis aux citoyens d'être réélus.
Cette thèse grecque fut adoptée, durant la première Renaissance italienne, par Léonard Bruni, par Louis Guichardin, puis, plus d'un siècle plus tard, par James Harrington. À leur suite, Montesquieu donne deux arguments pour justifier la nature démocratique du tirage au sort : 1o il n'offense pas ceux qui n'ont pas été sélectionnés et 2o il est égalitaire, en donnant une même chance à chaque citoyen d'être élu,.
Il est remarquable que Rousseau, comme Montesquieu, jugeait nécessaire de discuter le tirage au sort comme mode de désignation au même titre que l'élection. Ainsi, Rousseau considère deux façons d'élire : le choix et le sort. Il est en accord avec Montesquieu sur le fait que le tirage au sort est la nature de la démocratie, mais conteste le raisonnement par lequel Montesquieu arrive à cette conclusion.
Rousseau argumente pour l'utilisation du tirage au sort en démocratie. Son raisonnement est essentiellement basé sur l'idée que le peuple, en démocratie, occupe deux fonctions, il est à la fois souverain (pouvoir législatif) et gouvernement (pouvoir exécutif). Par ailleurs, il ne devrait pas détourner son attention des "vues générales" pour des "vues particulières" et donc prendre un minimum de mesures particulières (comme l'attribution des magistratures), ce que permet justement le tirage au sort,. De plus, pour Rousseau l'élection par le choix est mieux adaptée au régime aristocratique.
Le tirage au sort ne fut plus sérieusement considéré durant les trois révolutions modernes. Le conventionnel François-Agnès Montgilbert défendit l'emploi du sort comme moyen égalitaire d'élection mais les révolutionnaires anglais, américains et français, tel l'abbé Sieyès opposèrent résolument régime représentatif aristocratique et démocratie populaire et favorisèrent l'établissement du premier.
Au XXe siècle, ce lien est de nouveau défendu par les philosophes Jacques Rancière et Bernard Manin. Toutefois, souligne Yves Sintomer, le tirage au sort en politique n'est démocratique que dans la mesure de son association à de courts mandats de sorte que chacun puisse être à tour de rôle gouvernant et gouverné. Cet aspect démocratique et égalisateur est central dans la réflexion des penseurs contemporains favorable au tirage au tirage au sort. Ils insistent conséquemment qu'il est nécessaire que les implantations de processus de ce genre ne soient pas centrés sur l'autre aspect du tirage au sort, l'égalisation. En effet, comme c'était le cas pour plusieurs républiques oligarchiques, le tirage au sort ne servait pas nécessairement à distribuer le pouvoir de manière égalitaire, mais à neutraliser les tensions entre les grandes familles dominantes.

### Tirage au sort et providence
Le tirage au sort est aussi un moyen de prendre des décisions en accord avec la volonté divine. Pendant longtemps, des historiens ont cru que l'utilisation athénienne du tirage au sort avait une origine et signification religieuse. Pour Fustel de Coulanges, elle est un héritage de l'âge archaïque. Lorsque la royauté héréditaire disparut, les Athéniens cherchèrent un mode d'élection que les dieux n'avaient pas à désavouer. Pour ces historiens le tirage au sort est tellement absurde, comparé aux institutions modernes, que la raison est forcément autre que politique.
De même, selon Bernard Manin, les Romains n'employaient pas le sort pour ses propriétés égalitaires mais comme interprétation des volontés divines, ce qui favorisait la cohésion politique des classes possédantes entre elles et du peuple dans son ensemble.
Yves Sintomer souligne que dans la Bible, Saül fut élu roi d'Israël par le sort,.

### Résolution impartiale de conflits
Saint Thomas d'Aquin distingue trois types de tirage au sort : le sort distributif, le sort consultatif et le sort divinatoire. Le sort distributif est employé dans le monde laïc lorsqu'on ne sait comment procéder à une répartition de biens ou de fonctions ; le sort consultatif remet au hasard une décision que l'on ne saurait prendre ; tous deux sont utilisés comme méthode de résolution impartiale de conflits. Le tirage au sort divinatoire, quant à lui, est prohibé en ce qu'il sollicite un jugement divin.

### Recours au bon sens
Il n'y avait point, durant les élections par le choix de la Révolution française, de candidature organisée. La candidature était perçue comme une prétention aristocratique. Sans débat contradictoire, les électeurs distinguaient par leurs suffrages un notable plutôt que d'arbitrer entre différentes options. Les individus généraux ainsi issus de l'élection, tel que les appelle Pierre Rosanvallon, exprimant au sein de leurs assemblées l'expression d'une généralité exemplaire se distinguent des individus quelconques élus par le sort. Si dans les deux cas, il n'y a pas de confusion entre un choix et une compétition, l'intérêt de l'élu par le sort est sa banalité. Il est plus à même, au sein d'un jury, de manifester l'expression d'une généralité immédiate par sa proximité populaire
Avant eux, les Athéniens se défiaient des professionnels de la politique : s'ils reconnaissaient que certaines charges nécessitaient une certaine spécialisation, ils pensaient qu'en général, une fonction politique pouvait être exercée par des non-spécialistes. L'absence d'experts dans les organes politiques préservait le pouvoir politique du simple citoyen. Ils pensaient que si des professionnels interféraient dans le gouvernement, alors ils allaient y exercer une influence dominatrice en donnant un gros avantage de ceux qui ont le savoir sur ceux qui ne l'ont pas. Des historiens affirment que le tirage au sort servait à réduire le pouvoir des magistrats, mais leur pouvoir était plutôt contrôlé par l'Assemblée et des tribunaux. L'élection par le sort permet, lors des procès, que la voix d'un simple citoyen ne vaille guère moins que celle d'un expert.
Tocqueville y attribuait même une portée édifiante pour les sens moraux et civiques des citoyens appelés à participer.
Hegel a théorisé ce recours au bon sens en ce qui concerne les jurys populaires : il est demandé aux jurés d'établir une intime conviction en ce qui concerne une affaire judiciaire, non de raisonner une abstraction. Ce faire ne demande ni formation ni érudition particulière et est accessible à l'universalité des citoyens. Les jurés sont en revanche écartés des décisions techniques et objectives telle la qualification juridique d'un manquement à la loi,.

### Objection de l'incompétence
Selon Xénophon, pour Socrate, les vrais magistrats « ne sont pas ceux qui tiennent un sceptre, ni ceux qui ont été élus par n’importe qui, ni ceux qui ont été tirés au sort, ni ceux qui ont usé de la force ou de la tromperie, mais ceux qui savent commander ». Il fut ainsi accusé d'exciter « ses disciples au mépris des lois établies, disant que c’est folie de choisir [par le sort] les magistrats d’une république, tandis que personne ne voudrait employer un pilote désigné par [le sort], ni un architecte, ni un joueur de flûte, ni aucun de ces hommes, dont les fautes sont pourtant bien moins nuisibles que les erreurs de ceux qui gouvernent les États. ». Socrate posait là la plus fréquente des objection tant à l'égard du tirage au sort que de la démocratie : celle de l'incompétence des élus.
Isocrate fait le lien entre égalité arithmétique et tirage au sort en disant qu'elle donne la même chose aux bons et aux méchants.
Aristote considère qu'il faudrait mélanger le tirage au sort et l'élection pour obtenir une bonne constitution. Pour lui, l'élection n'est pas incompatible avec la démocratie, mais prise toute seule elle est considérée comme aristocratique, alors que le tirage au sort est intrinsèquement démocratique. Aristote associe le tirage au sort avec l'égalité arithmétique, mais pour lui la véritable justice est l'égalité géométrique. Il juge que les démocrates font une erreur en considérant que les citoyens sont égaux à tous égards.
James Harrington considérait que l'échec d'Athènes était en partie dû au mode de désignation de son Sénat, renouvelé intégralement chaque année au moyen du tirage au sort. Un tel procédé d'élection n'amenait pas l'aristocratie naturelle à siéger en cette assemblée et les mandats annuels ne laissent pas le temps du perfectionnement ou de l'acquisition des compétences nécessaires au bon exercice de cette magistrature. Pour Harrington, le libre choix des citoyens leur permet naturellement de désigner spontanément les meilleurs d'entre eux.
Afin de tout de même permettre la participation politique des hommes, Harrington considérait le principe de la rotation des charges. Si celle, complète, des grands électeurs lui semble nécessaire, celle des élus n'est pas jugée sage par Harrington qui note que « tous ne sont pas capables d'être élus à des magistratures revêtues du pouvoir souverain ou ayant pour fonction de gouverner la république entière ». Afin de s'assurer que la rotation ne concerne que « ceux qui sont estimés dignes par le jugement et la conscience de leur pays », Harrington n'envisage pour eux qu'une rotation partielle au moyen de l'interdiction d'exercice consécutif d'un même mandat.
Montesquieu considère que le tirage au sort seul est problématique, et donne un certain nombre de mesures utilisé à Athènes par Solon pour mitiger ses défauts: « Mais, comme il est défectueux par lui-même, c’est à le régler et à le corriger que les grands législateurs se sont surpassés. [...] Mais pour corriger le sort, il régla qu’on ne pourroit élire que dans le nombre de ceux qui se présenteroient ; que celui qui auroit été élu, seroit examiné par des juges, et que chacun pourroit l’accuser d’en être indigne : cela tenoit en même temps du sort et du choix. Quand on avoit fini le temps de sa magistrature, il falloit essuyer un autre jugement sur la manière dont on s’étoit comporté. Les gens sans capacité devoient avoir bien de la répugnance à donner leur nom pour être tirés au sort. »
Dans un régime mixte, mêlant élection et tirage au sort, Rousseau préconise l'utilisation de l'élection pour des places qui demandent un talent propre, comme un poste militaire. Le sort lui "convient à celles où suffisent le bon-sens, la justice, l’intégrité, telles que les charges de judicature [fonction de juge]; parce que dans un état bien constitué ces qualités sont communes à tous les Citoyens."
L'utilisation du tirage au sort fut discutée durant la Révolution française. Ainsi, à la séance de la convention nationale du vendredi 10 mai 1793, François Xavier Lanthenas, commente : « Quelques personnes, frappées des justes reproches à faire à tous les modes d'élire employés jusqu'à présent, n'ont pas fait de difficulté de proposer sérieusement le sort pour décider de toutes les élections. »
Cependant, pour lui un bon mode de suffrage doit garantir que les élus puissent connaître l'intérêt de la chose publique. Pour ce faire un bon mode d'élire doit sélectionner « le citoyen le plus vertueux et le plus éclairé ». Le tirage au sort cependant ne présente pas ce caractère aristocratique : « Vouloir que le sort en décide, c'est choisir au hasard ses propres aliments ; c'est croire que l'on rencontrera justement ainsi ceux qui conviennent à sa santé, au milieu de la variété infinie des substances qu'étale la nature. La paresse sans doute et la vue des imperfections de nos modes d'élire et des abus dont ils fourmillent, plus encore qu'un amour mal entendu de l'égalité, ont pu, au premier aperçu, gagner à ce système beaucoup de partisans. »
François Xavier Lanthenas reconnaît cependant certaines vertus au tirage au sort, quand il est combiné avec d'autres modes d'élection.

### Époque contemporaine
L'étude du tirage au sort comme outil politique a subi un regain d'intérêt dans la recherche académique contemporaine. Plusieurs contributions potentielles du tirage au sort au processus politique ont été identifiées dont la représentation descriptive, la lutte contre la corruption et la domination, la participation, la rotation des charges ainsi que des avantages psychologiques.
La représentation descriptive d'une assemblée tirée au sort garantit que toute propriété (sexe, âge...) qui apparaît dans la population générale sera présente dans une proportion similaire dans l'assemblée tirée au sort. Cela est vrai sous deux conditions : le nombre de membres de l'assemblée doit être suffisamment large (de l'ordre de quelques centaines) et les membres doivent être sélectionnés au sein de la population générale.
Les groupes politiques peuvent parfois gagner une influence politique disproportionnée par rapport à leur taille. Le tirage au sort, grâce à la représentation descriptive, permet de mitiger cet effet. Il garantit qu'un petit groupe, quelle que soit sa motivation ou ses moyens, ne puisse pas obtenir un nombre de positions qui ne serait pas en proportion avec sa présence dans la population générale.
Finalement, un des avantages psychologiques potentiels du tirage au sort est que les membres sélectionnés par le sort ne ressentiraient pas de légitimité ou d'arrogance particulière, puisqu'ils n'ont pas été sélectionnés sur la base de qualités personnelles. De la même manière ceux qui n'ont pas été élus par le sort ne ressentiraient pas de rancœur vis-à-vis des membres plus chanceux (« Le sort est une façon d’élire qui n’afflige personne », cf. Montesquieu).
Cependant, le taux de réponse des citoyens dans de tels dispositifs est très faible. Il s’établit en moyenne autour de 2 % quand aucune rémunération n’est fournie aux participants, montant à 10 % quand un dédommagement est proposé (Jacquet, 2017).

#### Compétence des assemblées
D'autres travaux avancent que dans le contexte de la résolution d'un problème, la diversité cognitive d'un groupe est plus importante que la compétence individuelle de ses membres. Ce résultat, appelé « le théorème de la prévalence de la diversité sur la compétence », énonce que, sous certaines conditions, une assemblée constituée des membres tirés au sort est plus performante pour résoudre un problème qu'une assemblée constituée des membres les plus compétents. Ce résultat peut être vu comme une extension des analyses de Nicolas de Condorcet sur les décisions prises par une assemblée par le vote majoritaire.
La diversité cognitive désigne la diversité des façons de voir le monde, d'interpréter et de résoudre un problème ou de se représenter une situation. Cette diversité permet à un groupe de voir et d'attaquer un problème de plusieurs directions, alors qu'un groupe plus homogène aura tendance à explorer qu'un petit nombre de solutions possibles, et n'aura que peu de chances de trouver la meilleure solution. En principe, il n'est pas clair que les élections puissent garantir la diversité cognitive des représentants, puisque les candidats aux élections ont beaucoup de chances de partager certains traits de personnalité, ou d'autres caractéristiques, qui réduiront la diversité de l'assemblée. En conséquence, même si la compétence individuelle des élus peut être élevée, la diversité de l'assemblée, et donc son efficacité ne serait pas optimale. À l'opposé dans une assemblée tirée au sort, la compétence des individus sera par définition moyenne, mais la diversité cognitive de l'assemblée est garantie. Donc, en plus des autres avantages potentiels du tirage au sort (égalité, protection contre la corruption, etc.), la sélection aléatoire des représentants présenterait également un avantage important pour la qualité de la délibération. D'autres chercheurs cependant questionnent la validité de ce résultat.

### Nécessité de contrôles supplémentaires
Nicolas de Condorcet dans Sur la forme des élections (1789), avance que si le tirage au sort donne une constitution libre, il est par ailleurs problématique : « Si les choix sont faits au hasard, une nation qui n'obéit qu'à des lois formées par des représentants élus par elle, jouit sans doute d'une constitution libre. On a beaucoup fait pour ses droits, et très peu pour son bonheur. »
Selon lui, il est nécessaire d'instaurer des contrôles supplémentaires, pour se prémunir des erreurs ou des abus de pouvoir des représentants élus par le sort, et de mettre en concurrence ces différents pouvoirs afin de les contrôler. Il voit dans cette nécessité la cause de complications institutionnelles:
« Tel est le motif principal qui a fait compliquer les machines politiques, y mêler les droits héréditaires, l'élection, le sort même, former des classes séparées, et chercher dans l'inégalité des droits, un remède contre la tyrannie, ou plutôt s'exposer à gémir sous plusieurs genres d'oppression, pour n'avoir pas tant à en redouter un seul. »
C'est pourquoi il convient d'utiliser - et circonscrire - les systèmes de suffrage uniquement à l’élection des objectifs d’intérêt général de moyen et long terme, et pour le choix des orientations générales et « feuilles de routes » nécessaires à l'accomplissement de ces objectifs. Cela permettrait d'obtenir la légitimité démocratique des principes politiques choisis, tout en excluant la poursuite et l'obtention du pouvoir politique, raison principale de la corruption et du clientélisme inhérents aux systèmes de suffrage. Les dirigeants et législateurs, choisis par tirage au sort, seraient alors responsables de l'accomplissement de ces objectifs et du respect des principes et directives générales établis par suffrage.
De même, un suffrage pourrait être organisé en fin de mandat pour établir la nomination du dirigeant sortant à un conseil tutélaire supérieur pour une période définie ou « à vie », en fonction de sa réussite et son « dévouement » à l'accomplissement des objectifs impartis, de façon à doter la société civile d'un conseil qui facilite la poursuite de l’intérêt général.

#### Monographies anciennes
- Aristote (trad. du grec ancien), Politiques [« πολιτικά »] (lire sur Wikisource).
- Montesquieu, De l'esprit des lois (1re éd. 1748) [détail des éditions] (lire sur Wikisource).
- Jean-Jacques Rousseau, Du contrat social : Principes du droit politique (1re éd. 1762) (lire sur Wikisource).
- (en) James Wycliffe Headlam, Election by Lot at Athens, 1891

#### Ouvrages récents
- Antoine Chollet et Alexandre Fontaine (éd.), Expériences du tirage au sort  en Suisse et en Europe, Berne, Confédération suisse, coll. « Bibliothèque am Guisanplatz », 2019.
- Patricia Brand et Catherine Guanzini, « Rôle du tirage au sort dans les pratiques électorales au XVIIIe siècle. Le cas d'Yverdon et des villes vaudoises », dans Antoine Chollet et Alexandre Fontaine, Expériences du tirage au sort en Suisse et en Europe, Berne, Confédération suisse, 2019, p. 145-169.
- Mogens Herman Hansen (trad. de l'anglais par Serge Bardet avec le concours de Ph. Gauthier), La Démocratie athénienne à l'époque de Démosthène : structure, principes et idéologie [« The Athenian democracy in the age of Demosthenes : structures, principles and ideology »] (1re éd. 1993) [détail des éditions] (présentation en ligne)
- Bernard Manin, Principes du gouvernement représentatif (1re éd. 1995) [détail des éditions] (présentation en ligne).
- David Van Reybrouck (trad. du néerlandais de Belgique par Isabelle Rosselin & Philippe Noble), Contre les élections [« Tegen verkiezingen »], Arles, Actes Sud, coll. « Babel / essai » (no 1231), février 2014, 1re éd. (1re éd. 2014), 219 p., 18 cm (ISBN 978-2-330-02820-6, BNF 43769027).
- Yves Sintomer Le pouvoir au peuple. Jurys citoyens, tirage au sort et démocratie participative
- Yves Sintomer Petite histoire de l'expérimentation démocratique : Tirage au sort et politique d’Athènes à nos jours, La Découverte, Paris, 2011.
- Roger de Sizif, La Stochocratie : modeste proposition pour que le peuple de France soit heureusement gouverné grâce à l'instauration d'une sélection politique aléatoire., 1998,  (ISBN 9782251390291) (présentation de l'éditeur ; compte rendu).
- Jeffrey Abramson, We The Jury. The Jury System and the Ideal of Democracy, Harvard University Press, Cambridge, 1997.
- Hubertus Buchstein, Demokratie und Lotterie. Das Los als politisches Entscheidungsinstrument von der Antike bis zu EU, Campus, Francfort/Main, 2009.
- F. Cordano, C. Grottanelli (dir.), Sorteggio pubblico e cleromanzia dall’antichità all’età moderna, ET Edizioni, 2001.
- Oliver Dowlen, The Political Potential of Sortition. A Study of the Random Selection of Citizens for Public Office, Imprint Academic, Exeter, 2008.
- Moses I. Finley, Démocratie antique et démocratie moderne, Payot, Paris, 1976.
- John Najemy A History of Florence 1200-1575, Blackwell, Londres, 2008.
- Dominique Bourg, Daniel Boy, Conférences de citoyens, mode d’emploi, Charles Léopold Mayer/Descartes & Cie, Paris, 2005.
- Dominique Bourg et alii, Pour une sixième République écologique, Odile Jacob, Paris, 2011.
- Michel Callon, Pierre Lascoumes, Yannick Barthe, Agir dans un monde incertain. Essai sur la démocratie technique, Seuil, Paris, 2001.
- Linn Carson, Brian Martin, Random Selection in Politics, Praeger Publishers, Westport, 1999.
- Collectif, Tirage au sort. Les jeux de la démocratie et du hasard, Territoires, 352, novembre 2010.
- G. Delannoi (dir.), Le tirage au sort : pour des choix démocratiques, Esprit, août-septembre 2011.
- Gil Delannoi, Oliver Dowlen (dir.), Sortition. Theory and Practice, Imprint Academic, Exeter (UK), 2010.
- Gil Delannoi, Le Retour du tirage du sort en sort en politique, Fondapol, Paris, 2010.
- Peter Dienel, Die Planungszelle, Westdeutscher Verlag, Wiesbaden, 2007.
- Oliver Dowlen, The Political Potential of Sortition. A Study of the Random Selection of Citizens for Public Offices, Exeter (UK)/Charlottesville (USA) : Imprint Academic, 2008
- Jon Elster, Le tirage au sort, plus juste que le choix rationnel, La Vie des Idées.
- John Gastil, Peter Levine (dir.), The Deliberative Democracy Handbook. Strategies for Effective Civic Engagement in the 21st Century, Jossey-Bass, San Francisco, 2005.
- James Fishkin, The Voice of the People. Public Opinion & Democracy, Yale University Press, New Haven/Londres, 1997.
- Barbara Goodwin, Justice by Lottery, Imprint Academic, Exeter, 2005.
- R.B. Herath, Real Power to the People. A Novel Approach to Electoral Reform in British Columbia, University Press of America, Lanham /Plymouth, 2007.
- Maxime Mellina, Aurèle Dupuis et Antoine Chollet, Tirage au sort et politique : une histoire suisse, Presses polytechniques et universitaires romandes, coll. « Le savoir suisse », 2020, 152 p. (ISBN 978-2-88915-380-0).
- Jacques Rancière, La haine de la démocratie, La Fabrique, Paris, 2005.
- Dominique Reynié (dir.), 12 idées pour 2012, Fondapol, Paris, 2012.
- Anja Röcke, Losverfahren und Demokratie. Historische und demokratietheoretische Perspektiven, LIT, Münster, 2005.
- Antoine Vergne, Les Jurys citoyens. Une nouvelle chance pour la démocratie ?, Les notes de la Fondation Jean Jaurès, 12, Paris, mars 2008.
- Mark E. Waren, Hilary Pearse, Designing Deliberative Democracy. The British Columbia Citizens’ Assembly, Cambridge University Press, Cambridge/New York, 2008.

#### Documentation en ligne
- Charte de l'association « Les Citoyens constituants » en faveur du tirage au sort : http://www.lescitoyensconstituants.org/doc/charte.pdf
- Paul Demont, « Tirage au sort et démocratie en Grèce ancienne », Essais & débats, sur La Vie des idées, 22 juin 2010 (ISSN 2105-3030, consulté le 25 décembre 2014)
- Paul Demont « Le tirage au sort en Grèce ancienne » (février 2010)  (lire en ligne, consulté le 28 décembre 2014)
- Yves Sintomer, « Petite histoire du tirage au sort en politique : d’Athènes à la Révolution française », Essais & débats, sur La Vie des idées, 9 avril 2012 (ISSN 2105-3030, consulté le 25 décembre 2014)
- Yves Sintomer, « Tirage au sort et démocratie délibérative : Une piste pour renouveler la politique au XXIe siècle ? », Essais & débats, sur La Vie des idées, 5 juin 2012 (ISSN 2105-3030, consulté le 9 septembre 2015).
- Yves Sintomer « Tirage au sort et politique : de l'autogouvernement républicain à la démocratie délibérative » (février 2012)  (lire en ligne, consulté le 28 décembre 2014)
- Frédéric Dufoing (août 2019) : Et si les élus étaient tirés au sort ?

#### Fiction
Plusieurs auteurs de science-fiction, d'utopie ou d'uchronie ont inventé et décrit des systèmes stochocrastiques.
- Le Sceptre du hasard, Gérard Klein, 1968.
- Loterie solaire, Philip K. Dick, 1974. Ce roman décrit un système politique où les êtres humains naissent avec une carte de pouvoir pouvant leur permettre de devenir « Meneur de jeu », ou maître du système solaire.